# Frederik Pohl

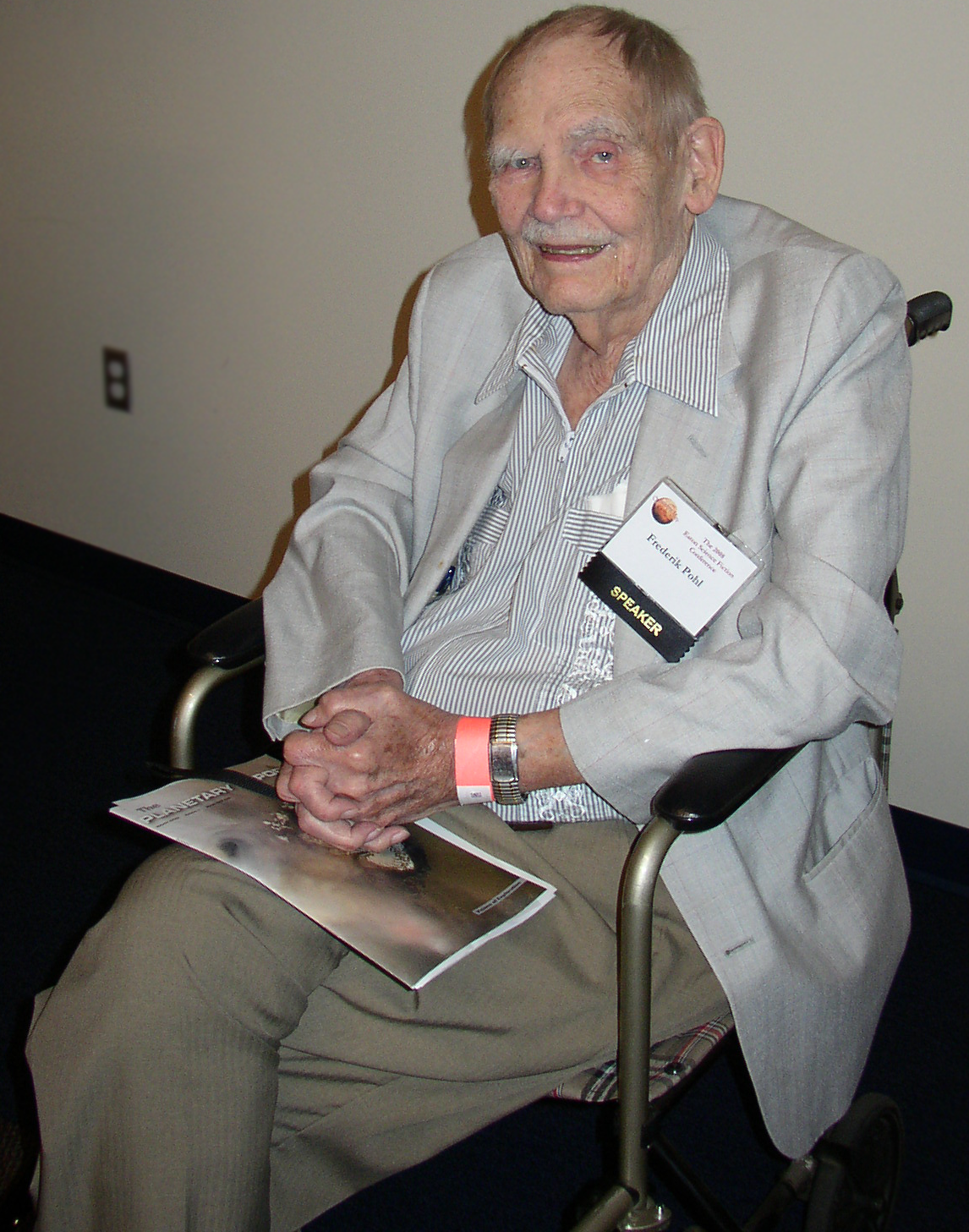
Frederik Pohl (2008)

Frederik George Pohl, Jr. (* 26. November 1919 in New York City; † 2. September 2013 in Palatine, Illinois) war ein US-amerikanischer Science-Fiction-Autor und -Herausgeber.

## Leben und Werk

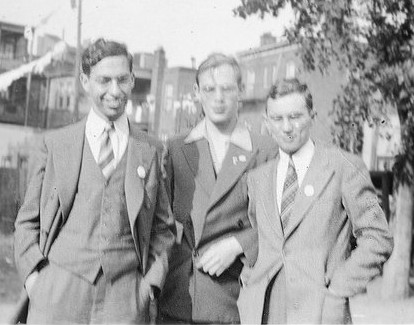
Pohl (Mitte) mit Donald A. Wollheim und John B. Michel, circa 1938

Pohl wurde 1919 in Brooklyn, NYC, geboren. Schon in jungen Jahren musste er mehrmals umziehen. Sein Vater arbeitete an verschiedenen Stellen, Pohl lebte daher in Texas, Kalifornien, New Mexico und in der Nähe des Panamakanals. Als Pohl etwa sieben Jahre alt war, zog die Familie wieder nach Brooklyn. Er besuchte dort die gut angesehene Brooklyn Technical High School, musste aber während der Weltwirtschaftskrise mit vierzehn Jahren die Schule abbrechen, um arbeiten zu gehen. Noch während seiner Teenagerzeit schloss er eine lebenslange Freundschaft mit Isaac Asimov, der wie er der New Yorker Science-Fiction-Fangruppe der Futurians angehörte.
Im Jahr 1936 schloss sich Pohl einer kommunistischen Gruppe namens Young Communist League an und wurde später Vorsitzender der Ortsgruppe in Brooklyn. Manchmal wird behauptet, dass die Vorsitzenden der Gruppe ihn wieder aus der Gruppe herausgedrängt hätten, da sie befürchteten, dass das Gedankengut der Science-Fiction die Jugend verderbe. Pohl selber sagte, er habe die Parteilinie nach dem Hitler-Stalin-Pakt von 1939 nicht länger unterstützen können und sei deshalb freiwillig gegangen.
Sein erster Text, ein Gedicht, ist im Jahre 1937 in der Science-Fiction-Zeitschrift Amazing Stories unter dem Pseudonym Elton V. Andrews erschienen.
Von 1939 bis 1943 war Pohl Herausgeber zweier Pulp-Magazine – der Astonishing Stories und der Super Science Stories. In seiner Biografie schreibt Pohl jedoch, dass er seine Mitarbeit etwa zur Zeit der deutschen Invasion der Sowjetunion im Jahr 1941 einstellte.
Vom April 1943 bis zum November 1945 diente Pohl als Meteorologe in der US Army und wurde bis zum Sergeant befördert. Nach seiner Ausbildung in Illinois, Oklahoma und Colorado war er hauptsächlich in Italien stationiert.
Pohl begann seine Karriere als Buchhändler und -agent im Jahr 1937, es stellte jedoch nur einen Nebenberuf dar, bis er nach dem Krieg hauptberuflich in diesem Gewerbe arbeitete. Er resümierte, dass er wohl „über die Hälfte aller erfolgreicher Science-Fiction-Autoren vertrat“ („representing more than half the successful writers in science fiction“). Für kurze Zeit war er der einzige Agent, den Asimov je hatte. Mit Beginn der 1950er Jahre ging seine Firma jedoch bankrott.
Er arbeitete daraufhin mit seinem Freund Cyril M. Kornbluth (ebenfalls Mitglied der Futurians) an verschiedenen Kurzgeschichten und Romanen. Darunter ein Roman, der von einer Welt handelt, die von Werbefirmen regiert wird, The Space Merchants (den daran anknüpfenden Roman The Merchants' War schrieb Pohl allein, da Kornbluth mittlerweile verstorben war). Dieser Roman ist nicht zu verwechseln mit Pohls The Merchants of Venus von 1972, der den Turbokapitalismus kritisiert und zum ersten Mal die Hitschi einführt, die in der Gateway-Trilogie noch eine Rolle spielen.
Eine Anzahl von Pohls Kurzgeschichten werfen einen satirischen Blick auf das Konsumverhalten und die Werbung der 1950er und 1960er: The Wizard of Pung’s Corners handelt von komplexer militärischer Hardware, die gegen Bauern mit Schrotflinten wehrlos ist. In The Tunnel Under the World wird ein ganzes Dorf für Marktforschungszwecke gefangen gehalten.
Von den späten 1950ern bis 1969 war Pohl Herausgeber der Zeitschriften Galaxy und If. Unter seiner Leitung gewann If den Hugo Award für das Beste professionelle Magazin in den Jahren 1966, 1967 und 1968. Als seine Assistentin bei beiden Magazinen wirkte Judy-Lynn del Rey.
Mitte der 1970er kaufte und edierte Pohl Romane für den Verlag Bantam Books, die unter dem Titel Frederik Pohl Selections veröffentlicht wurden. Die bekanntesten waren Samuel R. Delanys Dhalgren und The Female Man von Joanna Russ. Etwa zur selben Zeit schrieb Pohl auch selber Bücher, zum Beispiel Man Plus und die Bücher der Gateway-Reihe. Er gewann den Nebula Award für Man Plus (1976), und im Folgejahr erneut mit dem ersten Gateway-Roman Gateway (1977). Dieser gewann außerdem den Hugo Award, den Locus Award und den John W. Campbell Memorial Award als bester Roman 1978, und vereinte damit alle wichtigen Genre-Preise auf sich. Zwei seiner Kurzgeschichten waren ebenfalls erfolgreich: The Meeting (mit Cyril M. Kornbluth) gewann den Hugo Award im Jahr 1973, und einen erneuten Hugo gewann Fermi and Frost von 1986. Ein weiterer erwähnenswerter Roman ist Jem, der den National Book Award gewann.
Im September 2005 publizierte Pohl den Roman Generations. Seit November 2006 schrieb er an einem Roman, den Arthur C. Clarke begonnen hatte. Er wurde 2008 unter dem Titel The Last Theorem veröffentlicht, wenige Monate nach dem Tod von Arthur C. Clarke.
Pohls Werke umfassen nicht nur Science-Fiction, sondern auch Artikel für die Magazine Playboy und Family Circle. Zeitweise war er verantwortlich für die Einträge zu Kaiser Tiberius in der Encyclopædia Britannica.
Pohl war von den 1950ern bis in die 1970er Jahre ein regelmäßiger Gast in der Radiosendung von Long John Nebel. Außerdem war Pohl der achte Präsident der Science Fiction and Fantasy Writers of America, ein Posten, den er 1974 antrat.
Pohl war mehrere Male verheiratet. Seine erste Frau, Leslie Perri, war ebenfalls Mitglied der Futurians, sie heirateten im August 1940, ließen sich aber noch während des Krieges scheiden. Er heiratete daraufhin Dorothy LesTina in Paris im August 1945. Beide waren zu dieser Zeit mit der amerikanischen Armee in Europa stationiert. 1948 heiratete er wieder, diesmal Judith Merril, mit der er eine Tochter, Ann, bekam. Merril und Pohl ließen sich 1953 scheiden. Von 1953 bis 1982 war Pohl mit Carol Metcal Ulf verheiratet. Seit 1984 war er mit Elizabeth Anne Hull, einer graduierten Science-Fiction-Expertin, verheiratet. Pohl lebte in Red Bank, New Jersey, das nahe bei New York City liegt, und zuletzt in Palatine, Illinois.
Frederik Pohl ist der Großvater der Autorin Emily Pohl-Weary.
Am 2. September 2013 starb er im Alter von 93 Jahren.

## Auszeichnungen
Mit dem Roman Man Plus (1976) gewann er den Nebula Award, und mit dem Roman Gateway (1977, siehe Gateway-Trilogie) den Nebula- und den Hugo Award, den Locus Award, den John W. Campbell Award und den Prix Tour-Apollo.
Pohl ist einer der am häufigsten ausgezeichneten Science-Fiction-Autoren. Er gewann insgesamt sechsmal den Hugo Award (als einziger als Herausgeber und Autor), dreimal den Nebula Award (inklusive des Grand Master für sein Lebenswerk), dreimal den Locus Award, und zweimal den John W. Campbell Memorial Award, neben anderen. Weitere Auszeichnungen bekam er für sein Wirken außerhalb der Science-Fiction, unter anderem den United Nations Society of Writers Award.
Auf Vorschlag von David Brin wurde 2011 der Asteroid (12284) Pohl nach Frederik Pohl benannt.
Hugo Award
- 1966–1968 If. Bestes professionelles Science-Fiction-Magazin
- 1973 The Meeting. Beste Kurzgeschichte (zusammen mit Cyril M. Kornbluth)
- 1978 Gateway. Bester Roman
- 1986 Fermi and Frost. Beste Kurzgeschichte

Nebula Award
- 1977 Man Plus. Bester Roman
- 1978 Gateway. Bester Roman

Locus Award
- 1973 The Gold at the Starbow’s End. Beste Novelle
- 1978 Gateway. Bester Science-Fiction-Roman
- 1979 The Way the Future Was: A Memoir. Bestes Sachbuch

John W. Campbell Memorial Award
- 1978 Gateway.
- 1985 The Years of the City.

Weitere Auszeichnungen:
- 1966 Edward E. Smith Memorial Award
- 1979 Prix Apollo für Gateway. Bester Roman
- 1980 The American Book Awards (TABA) für Jem – The Making of an Utopia. Bester Science-Fiction-Roman
- 1993 Damon Knight Memorial Grand Master Award für das Lebenswerk
- 1995 Milford Award für das Lebenswerk
- 1996 Clareson Award
- 1998 Aufnahme in die Science Fiction Hall of Fame
- 1998 Gallun Award
- 2000 Prix Utopia für das Lebenswerk
- 2000 Writers of the Future für das Lebenswerk
- 2009 J. Lloyd Eaton Memorial Award für das Lebenswerk

## Bibliographie

### Serien und Zyklen
Die Serien sind nach dem Erscheinungsjahr des ersten Teils geordnet.
The Space Merchants
- The Space Merchants (1952, mit Cyril M. Kornbluth)
  - Deutsch: Eine Handvoll Venus und ehrbare Kaufleute ISBN 3-453-30245-1. Auch: Eine Handvoll Venus. 1971, ISBN 3-453-52394-6.
- The Merchant’s War (1984)
  - Deutsch: Ehrbare Kaufleute und ein kleiner Krieg auf der Venus. 1985, ISBN 3-404-22085-4.

Jim Eden/Undersea Trilogy
(mit Jack Williamson)
- Undersea Quest (1954)
  - Deutsch: Duell in der Tiefe. Pabel, 1978.
- Undersea Fleet (1956)
  - Deutsch: Städte unter dem Ozean. Pabel, 1960.
- Undersea City. (1958)
  - Deutsch: Alarm in der Tiefsee. Moewig, 1961.

Starchild
(mit Jack Williamson)
- The Reefs of Space (1964)
  - Deutsch: Riffe im All. Moewig, 1981.
- Starchild (1965)
  - Deutsch: Der Sternengott. Moewig, 1968.
- Rogue Star. (1969)
  - Deutsch: Der Outsider-Stern. Pabel, 1976.

The Saga of Cuckoo
(mit Jack Williamson)
- Farthest Star (1975)
  - Deutsch: Objekt Lambda. Pabel, 1978.
- Wall Around a Star. (1975)

Gateway-Zyklus
- Gateway (1976)
  - Deutsch: Gateway. 1978, ISBN 3-442-23299-6.
- Beyond the Blue Event Horizon (1980)
  - Deutsch: Jenseits des blauen Horizonts. 1981, ISBN 3-442-23384-4.
- Heechee Rendezvous (1984)
  - Deutsch: Die Rückkehr nach Gateway. 1986, ISBN 3-442-23488-3.
- The Annals of the Heechee (1987)
- The Gateway Trip – Tales and Vignettes of the Heechee (1990)
- The Boy Who Would Live Forever (2004)

Eschaton-Trilogie
- The Other End of Time (1996)
- The Siege of Eternity (1997)
- The Far Shore of Time (1999)

### Einzelromane
- Gravy Planet (1952)
  - Deutsch: Geschäfte mit Venus. Pabel, 1961.
- Search the Sky (1954)
  - Deutsch: Die letzte Antwort. Balowa, 1960.
- Gladiator at Law (1955, mit Cyril M. Kornbluth)
  - Deutsch: Gladiator des Rechts auch: Die gläsernen Affen. 1962, ISBN 3-442-23224-4.
- Preferred Risk (1955, als Edson McCann mit Lester del Rey)
  - Deutsch: Der Wohlfahrtskonzern. Auch: Das große Wagnis. 1982, ISBN 3-8118-3519-X.
- Presidential Year (1956, mit Cyril M. Kornbluth)
- Slave Ship (1956)
  - Deutsch: Geheimkommando Madagaskar. Auch: Venus nähert sich der Erde. 1960, ISBN 3-442-23217-1.
- Drunkard’s Walk (1960)
  - Deutsch: Tod den Unsterblichen. Übersetzt von Johannes Piron. Fischer TB (Fischer Orbit #2), Frankfurt/M 1972, ISBN 3-436-01478-8.
- A Plague of Pythons, auch: Demon in the Skull (1965)
  - Deutsch: Die Macht der Tausend. Auch: Der Dämon im Kopf. 1968, ISBN 3-442-23479-4.
- The Age of the Pussyfoot (1969)
  - Deutsch: Die heimlichen Freuden der Zukunft. Auch: Die Zeit der Katzenpfoten. Übersetzt von Hans Günter Kreidl. Fischer TB (Fischer Orbit #13), Frankfurt/M 1970, ISBN 3-404-22102-8.
- Wolfbane (1969, mit Cyril M. Kornbluth)
  - Deutsch: Welt auf neuen Bahnen. 1972, ISBN 3-442-23136-1.
- Man Plus (1976)
  - Deutsch: Der Plus-Mensch. Auch: Mensch +. 1978, ISBN 3-442-23266-X.
- Jem – The Making of an Utopia (1979)
  - Deutsch: Jem – die Konstruktion einer Utopie. 1980, ISBN 3-442-23360-7.
- The Cool War (1980)
  - Deutsch: Der lautlose Krieg. 1982, ISBN 3-442-23392-5.
- Syzygy (1981)
  - Deutsch: Syzygie. 1982, ISBN 3-442-23413-1.
- Starburst (1982)
  - Deutsch: Sternsplitter. 1983, ISBN 3-442-23423-9.
- The Years of the City (1984)
  - Deutsch: Supercity. 1987, ISBN 3-404-22105-2.
- Black Star Rising (1985)
  - Deutsch: Der schwarze Stern der Freiheit. 1988, ISBN 3-404-23081-7.
- Tales from the Planet Earth: A Novel with Nineteen Authors (1985, mit Lino Aldani, Brian Aldiss, Karl Michael Armer, Jon Bing, André Carneiro, A. Bertram Chandler, Ljuben Dilov, Tong Enzheng, Carlos María Federici, Harry Harrison, Sam J. Lundwall, Joseph Nesvadba, Spider Robinson, Tetsu Yano, Ye Yonglie & Janusz A. Zajdel)
- Terror (1986)
  - Deutsch: Terror. 1990, ISBN 3-453-04286-7.
- The Coming of the Quantum Cats (1986)
- Chernobyl (1987)
  - Deutsch: Tschernobyl. 1988, ISBN 3-404-13147-9.
- The Day the Martians Came (1988)
- Land’s End (1988, mit Jack Williamson)
  - Deutsch: Land’s End. 1991, ISBN 3-404-24142-8.
- Narabedla Ltd. (1988)
  - Deutsch: Die Narabedla-Verschwörung. 1990, ISBN 3-404-24128-2.
- Homegoing (1989)
- The World at the End of Time (1990)
- Outnumbering the Dead (1990)
  - Deutsch: Die Unsterblichen und die Toten. 1994, ISBN 3-453-07765-2.
- Stopping at Slowyear (1991)
- Singers of Time (1991) (mit Jack Williamson)
- Mining the Oort (1992)
- Mars Plus (1994) (mit Thomas T. Thomas)
- The Voices of Heaven (1994)
- O Pioneer! (1998)
- The Last Theorem (2008, mit Arthur C. Clarke)
  - Deutsch: Das letzte Theorem. 2009, ISBN 3-453-52613-9.

### Kurzgeschichtensammlungen
- Alternating Currents (1956)
- The Case Against Tomorrow (1957)
- Tomorrow Times Seven (1959)
  - Deutsch: Die Welt wird umgepolt. 1971, ISBN 3-442-23134-5.
- The Man Who Ate the World (1960)
  - Deutsch: Neue Modelle. 1977, ISBN 3-442-23246-5.
- Turn Left at Thursday (1961)
  - Deutsch: Mondschein auf dem Mars. 1972, ISBN 3-442-23148-5.
- The Wonder Effect (1962, mit Cyril M. Kornbluth)
  - Deutsch: Katalysatoren. 1962, ISBN 3-442-23251-1.
- The Abominable Earthman (1963)
  - Deutsch: Invasion vom Sirius. 1976, ISBN 3-442-23215-5.
- Digits and Dastards (1966)
  - Deutsch: Signale. Übersetzt von Horst Pukallus. Fischer TB (Fischer Orbit #26), Frankfurt/M 1975, ISBN 3-8118-3769-9.
- Day Million (1970)
- The Gold at the Starbow’s End (1972)
  - Deutsch: Jenseits der Sonne. 1973, ISBN 3-442-23205-8.
- The Best of Frederik Pohl (1975)
  - Deutsch: Die besten Stories von Frederik Pohl. 1981, ISBN 3-8118-6719-9.
- The Early Pohl (1976)
  - Deutsch: Lebe wohl, Erde. Pabel, 1980.
- In the Problem Pit: And Other Stories (1976)
- Critical Mass (1977, mit Cyril M. Kornbluth)
- Survival Kit (1979)
- Before the Universe (1980, mit Cyril M. Kornbluth)
- Planets Three (1981)
  - Deutsch: Auf drei Welten. 1986, ISBN 3-442-23477-8.
- Midas World (1983)
  - Deutsch: Der Herr im Himmel. 1984, ISBN 3-442-08410-5.
- Pohlstars (1984)
- Bipohl (1987)
- Our Best: The Best of Frederik Pohl and C.M. Kornbluth (1987, mit Cyril M. Kornbluth)
- The Future Quartet: Earth in the Year 2042 (1994, mit Ben Bova, Jerry Pournelle & Charles Sheffield)
- Platinum Pohl (2001)

### Kurzgeschichten
- 1961: Punch
  - Deutsch: Entenjagd In: Charlotte Winheller (Hrsg., Übersetzerin): Heimkehr zu den Sternen. Heyne (Heyne TB Nr. 236), München. 1963. Auch in: Kurt Mahr: Abteilung III greift ein.  Moewig (Perry Rhodan Nr. 102) München. 1963.

### Als Herausgeber
- Beyond the End of Time (1952)
- Shadow of Tomorrow (1953)
- Star Science Fiction Stories No. 1 (1953)
- Star Science Fiction Stories No. 2 (1953)
- Assignment in Tomorrow (1954)
- Star Science Fiction Stories No. 3 (1954)
- Star Science Fiction Stories No. 4 (1958)
- Star Science Fiction Stories No. 5 (1959)
- Star Science Fiction Stories No. 6 (1959)
- The Expert Dreamers (1962)
- Star Short Novels (1963)
- The Eleventh Galaxy Reader (1964)
- The Eighth Galaxy Reader (1965)
- Worlds of If 116 (1967)
- Star Fourteen (1968)
- Worlds of If 128 (1968)
- Worlds of If 129 (1969)
- Nightmare Age (1970)
- Best Science Fiction for 1972 (1972)
- Jupiter (1973) (mit Carol Pohl)
- Science Fiction. The Great Years (1973, mit Carol Pohl)
- Science Fiction. The Great Years, Volume Two (1974, mit Carol Pohl)
- The Science Fiction Roll of Honor (1975)
- Science Fiction Discoveries (1976, mit Carol Pohl)
- Science Fiction of the 40s (1978, mit Damon Knight)
- Galaxy. Thirty Years of Innovative Science Fiction (1979)
- Great Science Fiction Series. Stories from the Best of the Science Fiction Series from 1944 to 1980 by All-Time Favorite Writers (1980)
- Galaxy 2 (1981)
- Yesterday’s Tomorrows: Favorite Stories from Forty Years as a Science Fiction Editor (1987)
- Worlds of If: A Retrospective Anthology (mit Martin H. Greenberg und Joseph Olander)
- Science Fiction from China (1989)
- The SFWA Grand Masters, Volume 2 (1992)
- The SFWA Grand Masters, Volume 3 (1996)
- The SFWA Grand Masters (1999)

Deutsche Zusammenstellungen
Auswahl aus Star Science Fiction Stories (mit Wolfgang Jeschke):
- Titan 1. 1976, ISBN 3-453-30357-1.
- Titan 2. 1976, ISBN 3-453-30397-0.
- Titan 3. 1976, ISBN 3-453-30386-5.
- Titan 4. 1977, ISBN 3-453-30426-8.
- Titan 5. 1977, ISBN 3-453-30440-3.

### Sachbücher
- Practical Politics (1971)
- The Viking Settlements of North America (1972)
- The Way the Future Was: A Memoir (1978)
- Science Fiction Studies in Film (1980)
- New Visions. A Collection of Modern Science Fiction Art (1982)
- Our Angry Earth (1981, mit Isaac Asimov)
- Prince Henry Sinclair: His Expedition to the New World in 1398 (1995)
- Chasing Science: Science as Spectator Sport (1995)